# Petrosia capsa
Petrosia capsa är en svampdjursart som beskrevs av Desqueyroux-Faúndez 1987. Petrosia capsa ingår i släktet Petrosia och familjen Petrosiidae.
Artens utbredningsområde är Nya Kaledonien. Inga underarter finns listade i Catalogue of Life.